# Provincia di Hai Duong
Hai Duong (vietnamita: Hải Dương) è una provincia del Vietnam settentrionale, della regione del Delta del fiume Rosso. Il suo nome deriva dal sino-vietnamita (Hán Tự: 海陽) e significa "vicino al mare". 
Questa provincia ha una superficie di 1654,2 km² e una popolazione di 1.892.254 abitanti. 
La capitale provinciale è Hải Dương.

## Distretti
Hai Duong si divide in una città (Hải Dương) e sette distretti:
- Bình Giang
- Cẩm Giàng
- Chí Linh
- Gia Lộc
- Kim Thành
- Kinh Môn
- Nam Sách
- Distretto di Ninh Giang
- Thanh Hà
- Thanh Miện
- Tứ Kỳ